# 约瑟夫·布鲁诺·斯洛文斯基
约瑟夫·布鲁诺·斯洛文斯基（英語：Joseph Bruno Slowinski，1962年11月15日—2001年9月12日），美国爬虫学家，出生于纽约。1984年毕业于堪萨斯大学，获学士学位，1991年毕业于迈阿密大学，师从著名爬虫学家杰伊·M·萨维奇博士，获生物学博士学位。之后，在美国国家自然史博物馆和路易斯安那州立大学进行博士后工作，生前在路易斯安那大学任生物学教授。
约瑟夫·布鲁诺·斯洛文斯基是两栖爬行动物第一个网上杂志——《当代爬虫》的联合创始人，并担任其编辑和总编。 他也是加州科学院爬虫部馆长。 他的主要研究领域是毒蛇。
2001年9月11日，在偏僻的缅甸北部克钦邦葡萄县一个叫做Rat Baw的村子进行田野毒蛇研究，斯洛文斯基博士被一条幼年银环蛇咬伤。 29小时后，经过几次失败的紧急医疗处置尝试，他去世了。 他死的那天晚上天气特别恶劣，直升机运输斯洛文斯基到大医院治疗是不可能的。并使其无法携带医疗用品至营地。
已经有三个物种用斯洛文斯基名字命名：北美甲种玉米蛇（Pantherophis slowinskii）；弯趾壁虎，原产于缅甸（Cyrtodactylus slowinskii）的一个物种以及一个新的金环蛇物种，原产于越南的斯洛文斯基金环蛇（Bungarus slowinskii）。

## 外部連結
- California Academy of Sciences: Joseph Bruno Slowinski
- Contemporary Herpetology: In Memory of Joseph B. Slowinski
- Frogweb - People - Slowinski, J.B.
- Detailed account of J.Slowinski's death via krait bite （页面存档备份，存于）
- Striking Beauties: Venomous Snakes at California Wild. Accessed 27 July 2007.
- In Memory of Joseph Slowinski 1962-2001 at Dr. Mark W. Moffett's website. Accessed 27 July 2007.
- Bit (mirror of article by Dr. Mark W. Moffett from the April 2002 issue of Outside Magazine) at Jacq.org. Accessed 27 July 2007.